# لوكاس تاوبرمي
لوكاس تاوبرمي (مواليد 18 مارس 1995) هو لاعب كرة قدم برازيلي.

## وصلات خارجية
- لوكاس تاوبرمي على موقع رابطة كرة القدم اليابانية للمحترفين (اليابانية)
- لوكاس تاوبرمي على موقع Soccerway.com (الإنجليزية)
- لوكاس تاوبرمي على موقع عالم كرة القدم.نت (الإنجليزية)